# Psychropotes minuta
Psychropotes minuta is een zeekomkommer uit de familie Psychropotidae.
De wetenschappelijke naam van de soort werd in 1905 gepubliceerd door René Koehler & Clément Vaney.